# Conservatorio dei Poveri di Gesù Cristo

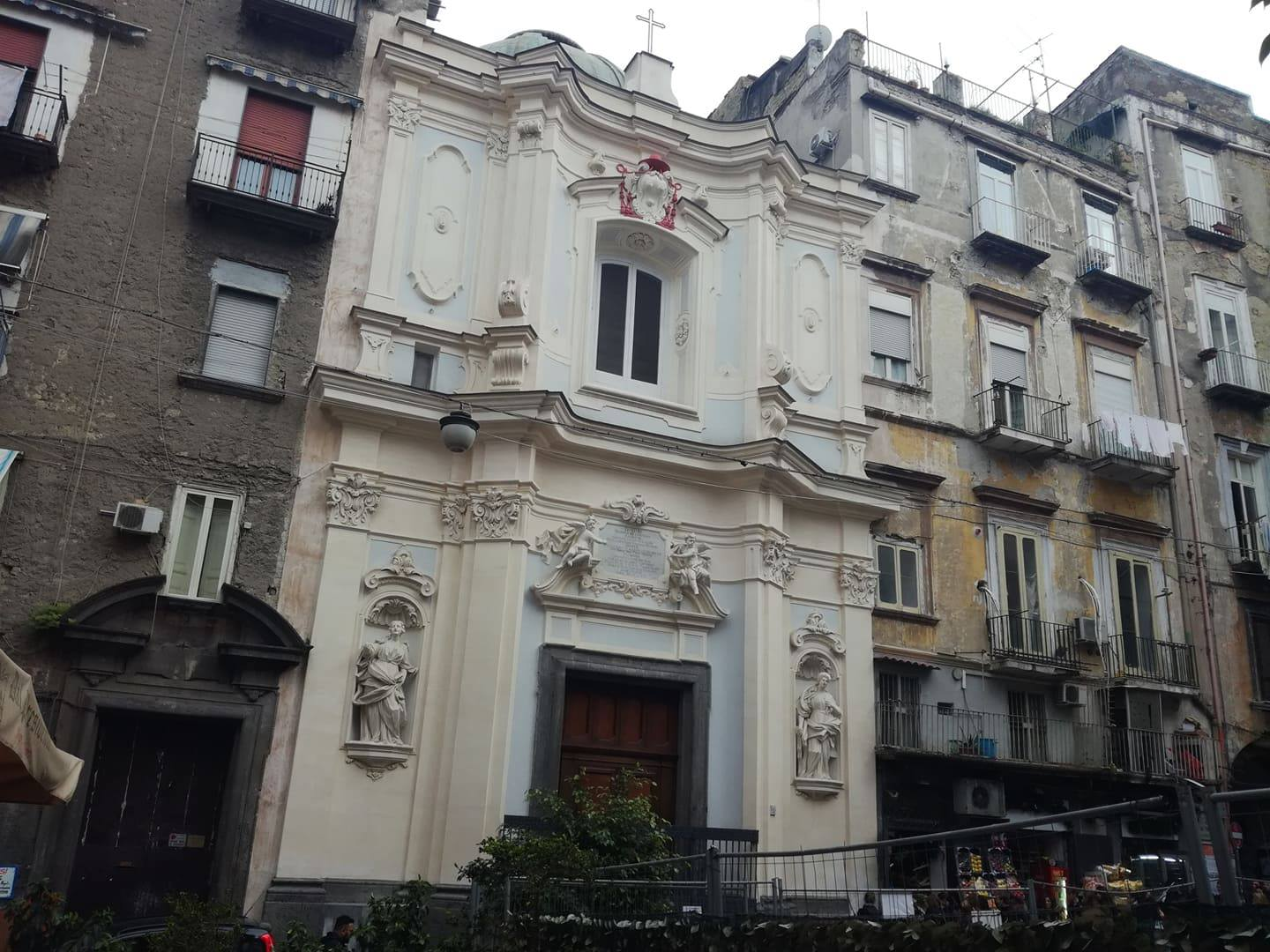
La facciata della chiesa di Santa Maria della Colonna, un tempo il conservatorio dei "Poveri di Gesù Cristo"

Il conservatorio dei Poveri di Gesù Cristo era uno dei quattro conservatori napoletani dalla quale fusione nacque l'attuale conservatorio di San Pietro a Majella. Assieme alle altre tre scuole di musica, tale istituto fu tra il XVII e XVIII secolo il fulcro della gloriosa scuola musicale napoletana.

## Storia
Nato come orfanotrofio dei poveri di Gesù Cristo, questo fu di fatto il conservatorio che durò meno a lungo degli altri, venendo sciolto nel 1743 dopo anni difficili a seguito di eventi di cronaca nera che colpirono l'istituto. Infatti, ciò che causò il declino fu senza dubbio il malgoverno e la disonestà del rettore, il quale fu colpevole persino dell'assassinio di un giovane ragazzo ospite.
Da lì a poco, il conservatorio fu chiuso ed i pochi ragazzi che possedeva furono affidati ai restanti tre conservatori.

## Persone legate al conservatorio
- Gaetano Greco (maestro)
- Francesco Feo (maestro)
- Giovanni Salvatore  (maestro)
- Donato Ricchezza (maestro)
- Francesco Durante (allievo)
- Giovanni Battista Pergolesi (allievo)
- Niccolò Jommelli (allievo)
- Nicolò Porpora (allievo)
- Leonardo Vinci (allievo)
- Giuseppe Arena (allievo)
- Giuseppe Avossa (allievo)
- Giacomo Insanguine (allievo)
- Tommaso Traetta (allievo)
- Farinelli (allievo)
- Matteo Sassano (allievo)
- Domingo Miguel Bernabé Terradellas (allievo)